# Max von Boehn

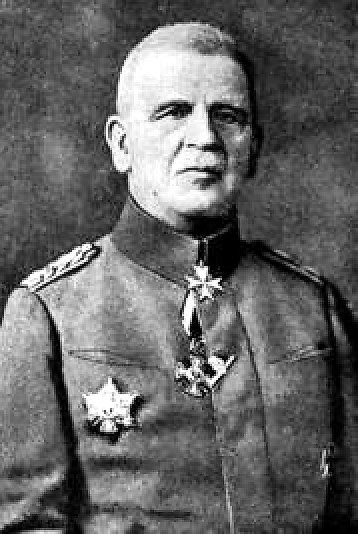
Max von Boehn

Max Ferdinand Carl von Boehn, född 16 augusti 1850 i Bromberg, död 18 februari 1921 i Sommerfeld, var en tysk militär.
Boehn blev officer vid infanteriet 1869, överste och regementschef 1897, generalmajor 1901 och general av infanteriet 1909. Han var guvernör i Ulm 1909–1912 och blev generalöverste 1918. Vid första världskrigets utbrott blev Boehn chef för 9:e reservkåren, med vilken han med utmärkelse ledde Antwerpens belägring 1914 och Sommeslaget 1916. 1917 blev han chef för 7:e armén och i augusti 1918 för armégruppen Boehn mellan Aisne och Marne. Han erhöll avsked 1919.